# Synegia obliquifasciata
Synegia obliquifasciata là một loài bướm đêm trong họ Geometridae.